# SUS-SP
É o maior concurso de Residência Médica do Brasil. Em 2011, foram oferecidas 980 vagas em todo o Estado de São Paulo em mais de 50 especialidades médicas. Foram mais de 11.000 inscritos. A prova é realizada pela Fundação Carlos Chagas.
Há mais de 30 anos, a Secretaria Estadual da Saúde de São Paulo instituiu o Programa de Bolsas de Residência Médica do Governo do Estado de São Paulo, mediante a concessão de bolsas de estudo para médicos residentes das universidades estaduais, de instituições públicas estaduais e privadas conveniadas com a Secretaria de Estado da Saúde de São Paulo.
Atualmente, contando com cerca de 4.700 bolsistas, o Programa compreende 43 instituições que oferecem cerca de 500 programas, abrangendo 51 diferentes especialidades. O Programa do Governo do Estado congrega aproximadamente 23% dos residentes do país; 19% dos programas de Residência Médica; e, 10% das instituições mantenedoras.

## Ligações Externas
- Edital do SUS-SP[ligação inativa]
- Coordenadoria de Recursos Humanos da  Secretaria da Saúde do Estado de São Paulo